# Kęstutis Kėvalas
Kęstutis Kėvalas (Kaunas, 17 de fevereiro de 1972) é um clérigo lituano e arcebispo católico romano de Kaunas.

## Vida
Depois de se formar no ensino médio, Kęstutis Kėvalas estudou inicialmente de 1990 a 1992 na Universidade Técnica de Kaunas. Em 1993 entrou no seminário de Kaunas, onde estudou teologia e filosofia católicas até 1997. Ele então continuou seus estudos no St. Mary's Seminary em Baltimore, onde obteve a licenciatura em teologia em 2000. Em 29 de junho de 2000 recebeu o sacerdócio na Catedral de São Pedro e São Paulo em Kaunas.
De 2001 a 2005 foi chefe do programa do ano preparatório do Seminário Arquidiocesano e atuou como ministro diocesano de jovens. A partir de fevereiro de 2002, ele lecionou uma variedade de aulas de graduação na Universidade Vytautas Magnus, onde começou os estudos de pós-graduação em teologia moral em 2003 e assumiu a responsabilidade adicional pelo ano preparatório na Casa João Paulo II em Šiluva. Ele se tornou diretor espiritual do Seminário em 2005. Trabalhou em sua tese de doutorado nos Estados Unidos em 2006-2007 e concluiu seu doutorado em janeiro de 2008 com a tese "The Origins and Ends of the Free Economy as Portrayed in the Encyclical Letter Centesimus Annus". Foi vice-reitor da Faculdade de Teologia Católica da Vytautas Magnus de 2009 a 2011.
Em 8 de fevereiro de 2010, ele se tornou o diretor do programa da Rádio Maria na Lituânia, até sua nomeação episcopal.
O Papa Bento XVI nomeou Kėvalas em 27 de setembro de 2012 como bispo titular de Abziri e bispo auxiliar em Kaunas. Recebeu a ordenação episcopal do arcebispo de Kaunas, Sigitas Tamkevičius S.J., no dia 24 de novembro do mesmo ano, no Santuário da Ressurreição de Cristo em Kaunas. Os co-consagradores foram o Núncio Apostólico na Lituânia, Dom Luigi Bonazzi, e o Bispo militar lituano Gintaras Linas Grušas.
Na Conferência Episcopal da Lituânia, Kėvalas foi eleito presidente do Conselho de Assuntos Sociais em 2013 e reeleito em 2014. Em agosto de 2015, em antecipação ao Sínodo sobre a Família, ele discutiu os desafios da Igreja no confronto com a cultura contemporânea.
Em 20 de abril de 2017, o Papa Francisco o nomeou como Bispo Coadjutor de Telšiai. Com a renúncia de Jonas Borutas S.J. em 18 de setembro de 2017, Kėvalas o sucedeu como Bispo de Telšiai.
Em 15 de janeiro de 2018, ele foi eleito presidente da Comissão para Assuntos Educacionais da Conferência Episcopal Lituana.
Em 19 de fevereiro de 2020, Francisco o nomeou arcebispo de Kaunas.  A inauguração ocorreu em 24 de junho daquele ano.